# Onahu Creek
L'Onahu Creek est un cours d'eau américain qui s'écoule dans le comté de Grand, dans le Colorado. Entièrement protégé au sein du parc national de Rocky Mountain, il se jette dans le Colorado. On peut remonter une partie de son cours en empruntant un sentier de randonnée appelé Onahu Creek Trail.